# Ogygia

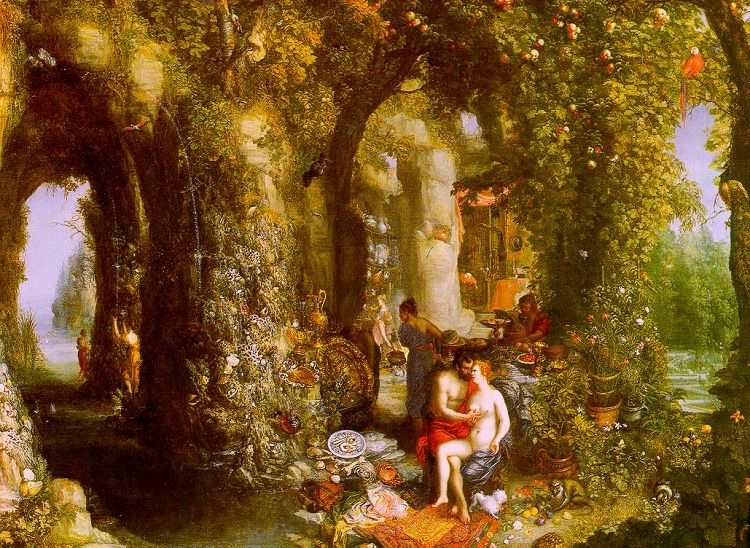
Odyseusz i Kalipso w jaskini na wyspie Ogygia

Ogygia (gr. Ὠγυγίη Ōgygíē, gr. Ὠγυγία Ōgygía, łac. Ogygia) – w mitologii greckiej wyspa na dalekim zachodzie w pobliżu Słupów Heraklesa, na której mieszkała nimfa Kalipso. Na wyspie tej 7 lat (niektóre źródła mówią nawet o 10) spędził Odyseusz podczas swej podróży powrotnej z Troi do Itaki.
Wyspę Ogygia identyfikuje się albo z wyspą Gozo, położoną koło Malty, albo z wyspą Gawdos leżącą na Morzu Libijskim na południe od Krety.